# Acaena boliviana
Acaena boliviana es una especie de planta del género Acaena, perteneciente a la familia Rosaceae.

## Taxonomía
Acaena boliviana fue descrita por Gand. en 1913.

## Distribución
Se encuentra en el territorio de Bolivia.